# Vicente di Montes
Vicente di Montes (... – X secolo) è venerato come santo dalla Chiesa cattolica.

## Biografia
Vicente fu monaco benedettino forse del monastero Ageum di Ayoó de Vidriales in seguito abate  del monastero di San Pedro de Montes vicino di Ponferrada nella regione di El Bierzo. Insieme a  Genadio di Astorga lavorando attivamente alla ricostruzione della chiesa. San Pedro de Montes era allora in rovina. Per la santità della sua vita, venne sepolto nella chiesa del monastero di Montes.

## Culto
Il giorno dedicato al santo è il 9 maggio.